# MTV Europe Music Award al miglior artista MTV World Stage
L'MTV Europe Music Award al miglior artista MTV World Stage (MTV Europe Music Award for Best World Stage Performance) è uno dei premi degli MTV Europe Music Awards, che viene assegnato dal 2009, stesso anno del lancio del programma televisivo MTV World Stage.

## Albo d'oro

### Anni 2000
| Anno | Vincitore   | Nominati                                          |
| ---- | ----------- | ------------------------------------------------- |
| 2009 | Linkin Park | - Coldplay - Kid Rock - Kings of Leon - Lady Gaga |

### Anni 2010
| Anno | Vincitore              | Nominati |
| ---- | ---------------------- | --- |
| 2010 | Tokio Hotel            | - Thirty Seconds to Mars - Gorillaz - Green Day - Muse - Katy Perry |
| 2011 | Thirty Seconds to Mars | - The Black Eyed Peas - Enrique Iglesias - Kings of Leon - Linkin Park - Ozzy Osbourne - Snoop Dogg - Diddy – Dirty Money - My Chemical Romance - Arcade Fire                                                                  |
| 2012 | Justin Bieber          | - Arcade Fire - Arctic Monkeys - B.o.B - Evanescence - Flo Rida - Jason Derulo - Joe Jonas - Kasabian - Kesha - LMFAO - Maroon 5 - Nelly Furtado - Red Hot Chili Peppers - Sean Paul - Snoop Dogg - Snow Patrol - Taylor Swift |
| 2013 | Linkin Park            | - The Black Keys - Fun. - Garbage - Green Day - Jessie J - Alicia Keys - Macklemore & Ryan Lewis - Jason Mraz - No Doubt - Rita Ora - Paramore - Robin Thicke - Snoop Lion - The Killers                                       |
| 2014 | Enrique Iglesias       | - Afrojack - B.o.B - Ellie Goulding - Fall Out Boy - Flo Rida - Hardwell - Imagine Dragons - Kings of Leon - Linkin Park - Nicole Scherzinger - Pharrell Williams - Simple Plan - The Killers                                  |
| 2015 | Ed Sheeran             | - Afrojack - Alicia Keys - Biffy Clyro - B.o.B - Charli XCX - Dizzee Rascal - Iggy Azalea - Jason Derulo - Jessie Ware - Kaiser Chiefs - Slash - Tomorrowland - YG                                                             |
| 2016 | Martin Garrix          | - Duran Duran - Ellie Goulding - Jess Glynne - OneRepublic - Tinie Tempah - Tomorrowland - Wiz Khalifa - Jason Derulo |
| 2017 | The Chainsmokers       | - DNCE - Foo Fighters - Kings of Leon - Steve Aoki - Tomorrowland |
| 2018 | Alessia Cara           | - Clean Bandit - Charli XCX - David Guetta - Jason Derulo - Post Malone - Migos - J. Cole - Nick Jonas |